# Jacopo Zucchi

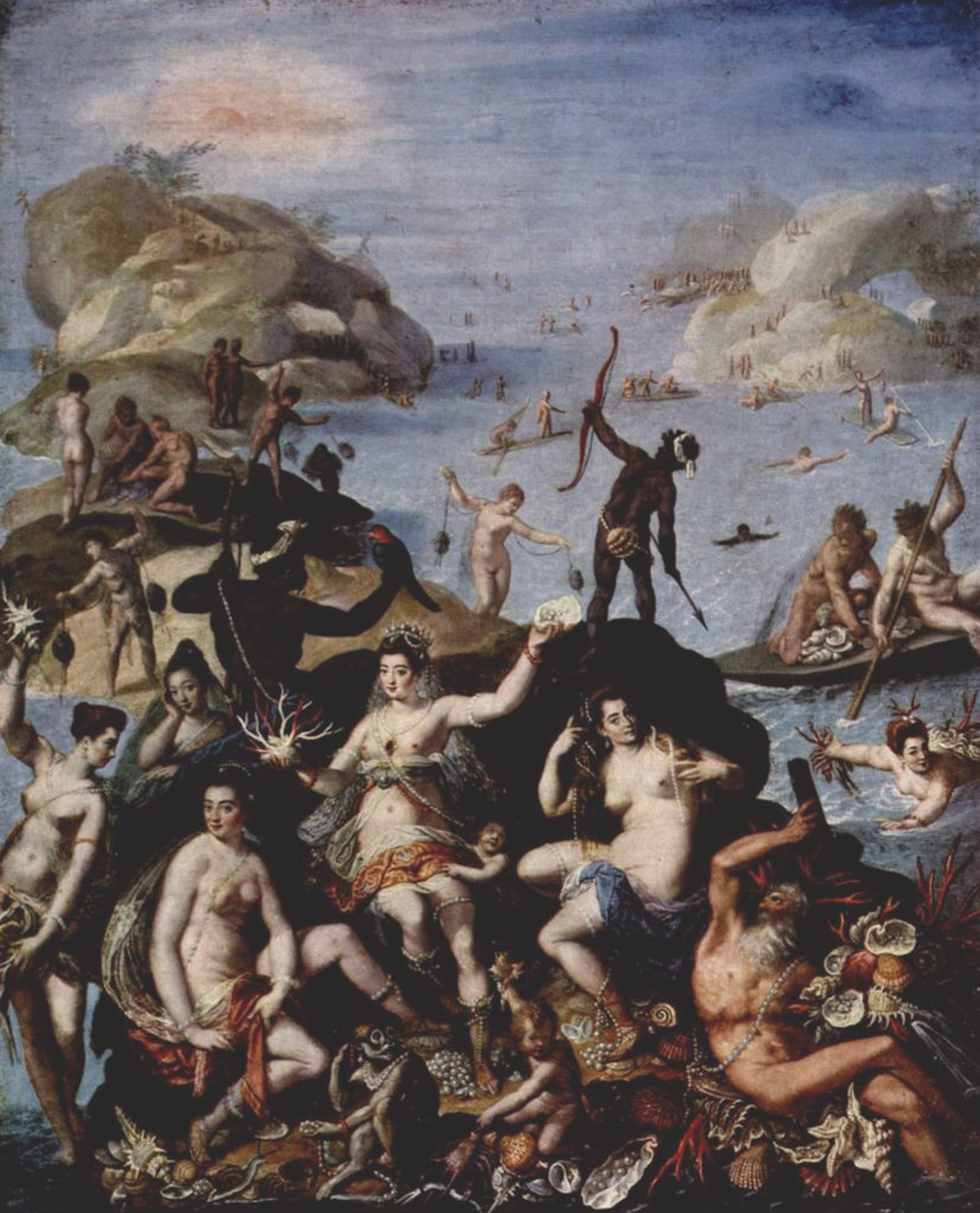
Jacopo Zucchi, Pesca dei Coralli, 1570-1590 circa, Olieverf op koper, Galleria Borghese, Rome

Jacopo Zucchi (Florence 1542 - Rome 1596) was een belangrijk schilder en tekenaar uit de Maniëristische periode.
Als student van de schilder en schrijver Giorgio Vasari werd hij sterk door zijn stijl beïnvloedt. Daarnaast werkte hij mee aan verschillende projecten van zijn leermeester. Onder andere de fresco's in het Palazzo Vecchio te Florence en een aantal jaar later enkele fresco's in de kapellen van het Vaticaan, waaronder de kapel van Pius V. In 1564 trad hij toe tot de Accademia del Disegno in Florence.
Na zijn werk in het Vaticaan begint hij zijn eigen opdrachten te ontvangen. Hierbij waren onder andere de plafondfresco's van het Palazzo Ruspoli in Rome, die hij vervaardigde tussen 1586 en 1590. Dit fresco wordt over het algemeen beschouwd als zijn meesterwerk. Daarnaast schilderde hij ook fresco's in het de Medici Villa in Rome en in het Orazio Ruccelai.
Hij was een van de hofschilders van de Medici in Rome.
- Bibliothèque nationale de France: cb12246311j (data)
- Digitale Bibliotheek voor de Nederlandse Letteren: zucc001
- Gemeinsame Normdatei: 119406330
- International Standard Name Identifier: 0000 0000 6789 2657
- KulturNav: 26c6c4db-a0b9-49bb-92df-8489c47bfe59
- Library of Congress Control Number: nr92041481
- Nationale Bibliotheek van Israël: 987008743486305171
- Nederlandse Thesaurus van Auteursnamen: 163116059
- RKD-Nederlands Instituut voor Kunstgeschiedenis: 86595
- Système universitaire de documentation: 03120287X
- Union List of Artist Names: 500028596
- Virtual International Authority File: 76183688
- WorldCat: E39PBJg4kmDv4jxpMD68w8jKVC